# Пјетракамела
Пјетракамела (итал. Pietracamela) је насеље у Италији у округу Терамо, региону Абруцо.
Према процени из 2011. у насељу је живело 162 становника. Насеље се налази на надморској висини од 1039 м.

## Становништво
Према резултатима пописа становништва 2011. у општини је живело 304 становника.
| 1931. | 1936. | 1951. | 1961. | 1971. | 1981. | 1991. | 2001. | 2011. |
| ----- | ----- | ----- | ----- | ----- | ----- | ----- | ----- | ----- |
| 1.402 | 1.385 | 1.389 | 716   | 519   | 402   | 350   | 312   | 304   |